# John Lloyd (játékvezető)
John Lloyd (Rossett, Wrexham, 1948. február 15. –) walesi nemzetközi labdarúgó-játékvezető.

## Pályafutása

### Labdarúgóként
Kezdetben foglalkozott a labdarúgással is 1965-1967 között a Wrexham csapatának volt a tagja.

### Labdarúgó-játékvezetőként

#### Nemzeti játékvezetés
Játékvezetésből 1985-ben vizsgázott, 1982-ben a Football League partbírója, majd 1985-től játékvezetői minősítést kapott. Működési területe a Football League és a Premier League. Az aktív nemzeti játékvezetéstől 1996-ban vonult vissza.

#### Nemzetközi játékvezetés
A Walesi labdarúgó-szövetség Játékvezető Bizottsága (JB) terjesztette fel nemzetközi játékvezetőnek, a Nemzetközi Labdarúgó-szövetség (FIFA) 1985-től tartotta nyilván bírói keretében. Több nemzetek közötti válogatott és klubmérkőzést vezetett, vagy működő társának partbíróként segített. Az aktív nemzetközi játékvezetéstől 1993-ban a FIFA 45 éves korhatárát elérve búcsúzott. Válogatott mérkőzéseinek száma: 2.

##### Nemzetközi kupamérkőzések

###### UEFA-kupa
| Időpont              | Helyszín                               | Mérkőzés típusa           | Mérkőzés                                 | Eredmény |
| -------------------- | -------------------------------------- | ------------------------- | ---------------------------------------- | -------- |
| 1987. szeptember 30. | D. Afonso Henriques Stadion, Guimarães | előselejtező (1. forduló) | Vitória SC (portugál)–Tatabányai Bányász | 1 – 0    |

## Statisztika

### Nemzetközi válogatott mérkőzései
| #  | Dátum            | Helyszín               | Hazai    | Eredmény | Vendég        | Kiírás     | Gólok | Esemény |
| -- | ---------------- | ---------------------- | -------- | -------- | ------------- | ---------- | ----- | ------- |
| 1. | 1989. február 7. | Dublin, Dalymount Park | Írország | 0 – 0    | Franciaország | barátságos | -     |         |
| 2. | 1993. május 29.  | Dublin, Lansdowne Road | Írország | 2 – 4    | Magyarország  | barátságos | -     |         |
|    | Összesen         |                        |          | 2        | mérkőzés      |            |       |         |